# Canton d'Issoudun
Le canton d'Issoudun est une circonscription électorale française située dans le département de l'Indre, en région Centre-Val de Loire.
Il fut recréé par le décret du 18 février 2014 et est entré en vigueur lors des premières élections départementales (2015) suivant la publication du décret.

## Histoire
Le canton fut créé le 15 février 1790. En 1801 il fut divisé en deux cantons : Issoudun-Levant et Issoudun-Couchant.
Un nouveau découpage territorial de l'Indre (département) entre en vigueur à l'occasion des élections départementales de 2015. Il est défini par le décret du 18 février 2014, en application des lois du 17 mai 2013 (loi organique 2013-402 et loi 2013-403). Les conseillers départementaux sont, à compter de ces élections, élus au scrutin majoritaire binominal mixte. Les électeurs de chaque canton élisent au Conseil départemental, nouvelle appellation du Conseil général, deux membres de sexe différent, qui se présentent en binôme de candidats. Les conseillers départementaux sont élus pour 6 ans au scrutin binominal majoritaire à deux tours, l'accès au second tour nécessitant 12,5 % des inscrits au 1er tour. En outre la totalité des conseillers départementaux est renouvelée. Ce nouveau mode de scrutin nécessite un redécoupage des cantons dont le nombre est divisé par deux avec arrondi à l'unité impaire supérieure si ce nombre n'est pas entier impair, assorti de conditions de seuils minimaux. Dans l'Indre, le nombre de cantons passe ainsi de 26 à 13.
Le nouveau canton d'Issoudun est formé de communes des anciens cantons d'Issoudun-Nord (Les Bordes, Issoudun, Migny et Saint-Georges-sur-Arnon) et d'Issoudun-Sud (Chouday, Issoudun et Ségry). Le bureau centralisateur est situé à Issoudun.

## Géographie
Ce canton est organisé autour de la commune d'Issoudun. Il est entièrement inclus dans l'arrondissement éponyme, et se situe à l'est du département.
Son altitude varie de 112 m (Migny) à 176 m (Ségry).
Le canton dépend de la deuxième circonscription législative de l'Indre.

## Représentation
| Période élective | Période élective | Mandat | Mandat   | Identité        | Nuance | Nuance | Qualité |
| ---------------- | ---------------- | ------ | -------- | --------------- | ------ | ------ | --- |
| 2015             | 2021             | 2015   | 2021     | Michel Bougault |        | PS     | Adjoint au maire d'Issoudun Ancien conseiller général du Canton d'Issoudun-Sud (2004-2015) Comptable retraité |
| 2015             | 2021             | 2015   | 2021     | Lucie Barbier   |        | PS     | Conseillère municipale d'Issoudun Ressources humaines                                                         |
| 2021             | 2028             | 2021   | en cours | Lucie Barbier   |        | DVG    | Conseillère sortante                                                                                          |
| 2021             | 2028             | 2021   | en cours | Michel Bougault |        | DVG    | Conseiller sortant                                                                                            |

### Résultats électoraux

#### Départementales de 2015
À l'issue du 1er tour des élections départementales de 2015, deux binômes sont en ballotage : Lucie Barbier et Michel Bougault (PS, 43,06 %) et Amandine Blondeau et Olivier Danjou (FN, 25,24 %). Le taux de participation est de 47,33 % (5 144 votants sur 10 869 inscrits) contre 53,14 % au niveau départemental et 50,17 % au niveau national.
Au second tour, Lucie Barbier et Michel Bougault (PS) sont élus avec 65,69 % des suffrages exprimés et un taux de participation de 48,63 % (3 100 voix pour 5 286 votants et 10 869 inscrits).
Michel Bougault et Lucie Barbier n'ont pas été investis par le PS pour les élections départementales de 2021.

## Composition
Le nouveau canton d'Issoudun, d'une superficie de 153,18 km2, est composé de six communes.
| Nom                              | Code Insee | Intercommunalité        | Superficie (km2) | Population (dernière pop. légale) | Densité (hab./km2) | Modifier                                    |
| -------------------------------- | ---------- | ----------------------- | ---------------- | --------------------------------- | ------------------ | ------------------------------------------- |
| Issoudun (bureau centralisateur) | 36088      | CC du Pays d'Issoudun   | 36,60            | 10 953 (2022)                     | 299                | modifier les données · modifier les données |
| Les Bordes                       | 36021      | CC du Pays d'Issoudun   | 16,30            | 824 (2022)                        | 51                 | modifier les données · modifier les données |
| Chouday                          | 36052      | CC Champagne Boischauts | 30,00            | 145 (2022)                        | 4,8                | modifier les données · modifier les données |
| Migny                            | 36125      | CC du Pays d'Issoudun   | 13,35            | 110 (2022)                        | 8,2                | modifier les données · modifier les données |
| Saint-Georges-sur-Arnon          | 36195      | CC du Pays d'Issoudun   | 23,87            | 554 (2022)                        | 23                 | modifier les données · modifier les données |
| Ségry                            | 36215      | CC du Pays d'Issoudun   | 33,06            | 487 (2022)                        | 15                 | modifier les données · modifier les données |
| Canton d'Issoudun                | 3609       |                         | 153,18           | 13 073 (2022)                     | 85                 | modifier les données                        |

## Démographie
En 2022, le canton comptait 13 073 habitants, en évolution de −7,62 % par rapport à 2016 (Indre : −3 %, France hors Mayotte : +2,11 %).
| 2013   | 2018   | 2022   |
| ------ | ------ | ------ |
| 14 702 | 13 932 | 13 073 |